# Masahiro Okamoto
Masahiro Okamoto (jap. 岡本 昌弘 Okamoto Masahiro; ur. 17 maja 1983) – japoński piłkarz. Obecnie występuje w JEF United Ichihara Chiba.

## Kariera klubowa
Od 2002 roku występował w klubach JEF United Ichihara Chiba.

## Kariera reprezentacyjna
W 2003 roku Masahiro Okamoto zagrał na Mistrzostwach Świata U-20.